# Schlotheimia rufopallens
Schlotheimia rufopallens är en bladmossart som beskrevs av C. Müller 1899. Schlotheimia rufopallens ingår i släktet Schlotheimia och familjen Orthotrichaceae. Inga underarter finns listade i Catalogue of Life.